# Azore
Insulele Azore (sau Açores în portugheză) sunt un grup de insule portugheze situate în mijlocul Oceanului Atlantic, la aproximativ 1.500 km de Lisabona și 3.900 km de coasta de est a Americii de Nord.
Arhipelagul este împrăștiat pe o zonă a paralelei care trece prin Lisabona (39º, 43'/39º, 55' Latitudine Nordică), dându-i un climat moderat, cu oscilații anuale de umiditate. Cele nouă insule au o suprafață totală de 2.355 km². Suprafețele lor individuale variază între 747 km² (São Miguel) și 17 km² (Corvo).
Originea vulcanică a insulelor este relevată de conurile și craterele vulcanice de pe insule. Pico, un vulcan ce se înalță 2.351 metri pe insula cu același nume, are cea mai mare altitudine din Azore.
Azorele aveau în 1992 o populație de 238.000 de locuitori și o densitate a populației de 106 locuitori pe kilometru pătrat.
Cele nouă insule sunt divizate în trei grupuri:
- Grupul Estic al insulelor São Miguel și Santa Maria
- Grupul Central al insulelor Terceira, Graciosa, São Jorge, Pico și Insula Faial
- Grupul Vestic al insulelor Flores și Corvo.

Începând cu 1868, Portugalia a emis timbrele cu Açores pentru folosirea în insule. Între 1892 și 1906, a emis și timbre diferite pentru fiecare district administrativ din acea perioadă.
Angra era formată din Terceira, São Jorge, și Graciosa, cu capitala la Angra do Heroismo pe Terceira.
Horta era formată din Pico, Faial, Flores, și Corvo, cu capitala la Horta pe Faial.
Ponta Delgada consista din São Miguel și Santa Maria, cu capitala la Ponta Delgada pe São Miguel.
Din 1938 până în 1978, arhipelagul a fost divizat în trei districte, asemănătoare (cu excepția suprafaței) cu cele din Portugalia peninsulară. Diviziunile erau aleatorii, și nu mergeau după grupurile de insule naturale, mai degrabă reflectau locația fiecărui district după cele trei mari orașe (nici unul în grupul vestic). 
În 1978 Azore a devenit o Regiune Autonomă, renunțându-se la organizarea în districte (Angra, Horta, Ponta Delgada).
Centrul „Angra do Heroísmo” de pe insula Terceira (Azore) a fost înscris în anul 1983 pe lista patrimoniului cultural mondial UNESCO.